# Laghi della Valle d'Aosta
Valle d'Aosta è una regione particolarmente ricca di laghi, la maggior parte dei quali di origine glaciale.
Segue l'elenco in ordine alfabetico delle località in cui sono presenti i laghi della regione Valle d'Aosta:

## Arvier

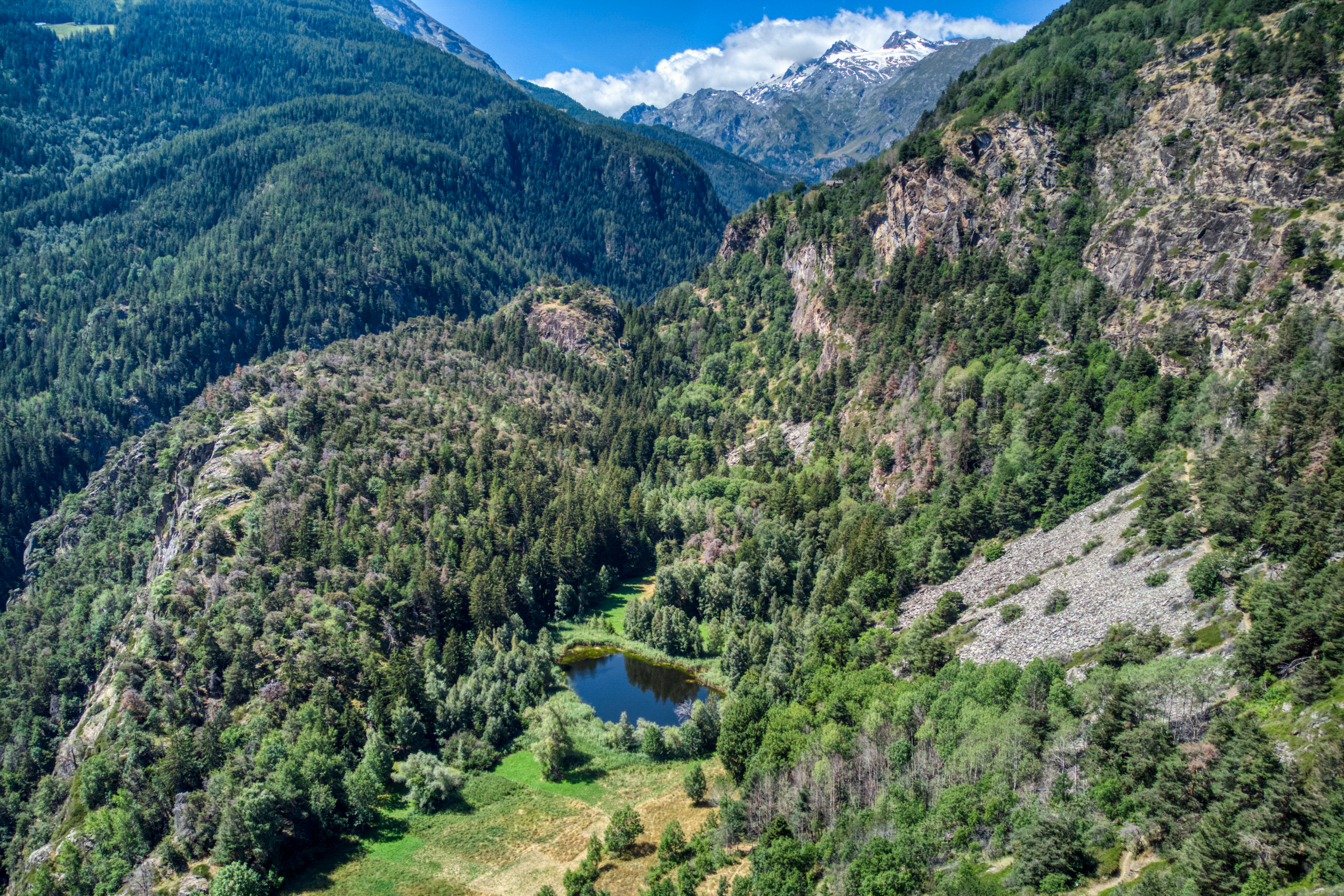
Lago Lolair

- Lago Lolair

## Ayas
- Lago Blu .
- Lago Perrin

## Bionaz
- Lago di Place-Moulin

## Brusson
- Laghi di Palasina

## Champdepraz
- Lago Cornu

## Challand-Saint-Victor
- Lago di Villa

## Chamois
- Lago di Lod (Chamois)

## Champorcher
- Lago Misérin

## Charvensod

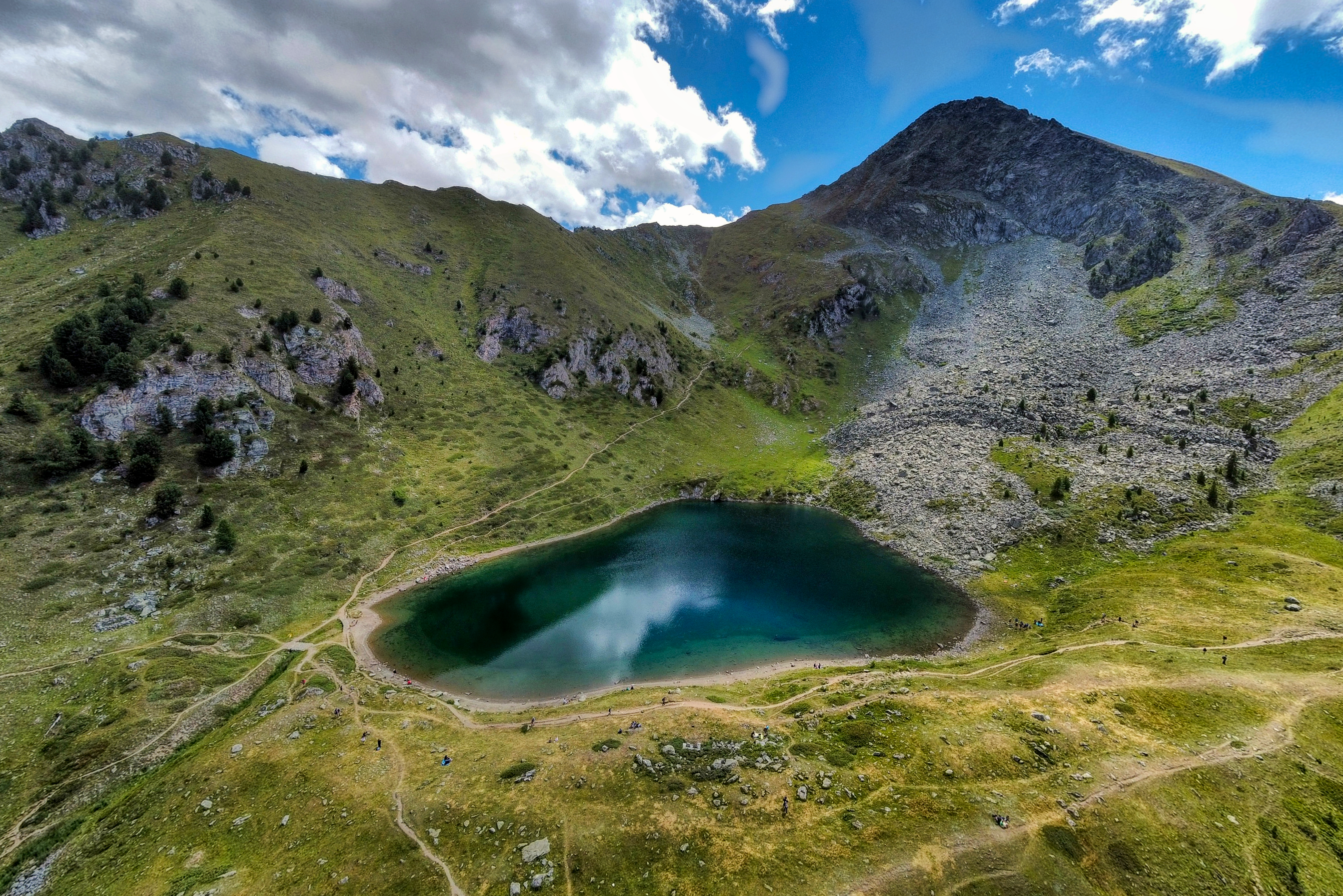
Lago di Chamolé, sopra l'abitato di Pila

- Lago di Chamolé, sopra l'abitato di Pila

## Courmayeur

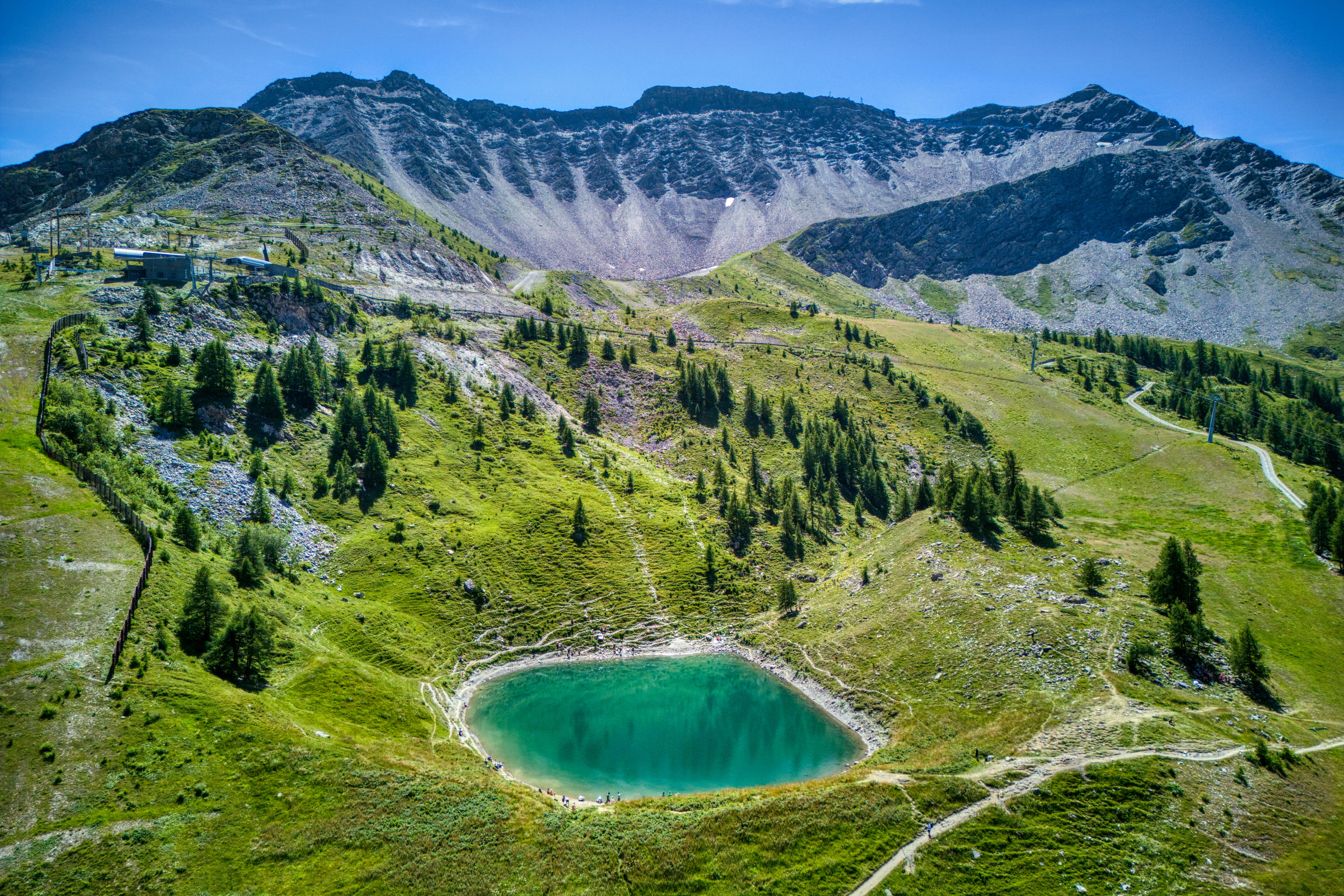
Lago Chécrouit

- Lago Chécrouit

- Lago del Miage

## Fontainemore
- Lago Bonnel
- Lago della Barma
- Lago Vargno

## Gressoney-La-Trinité

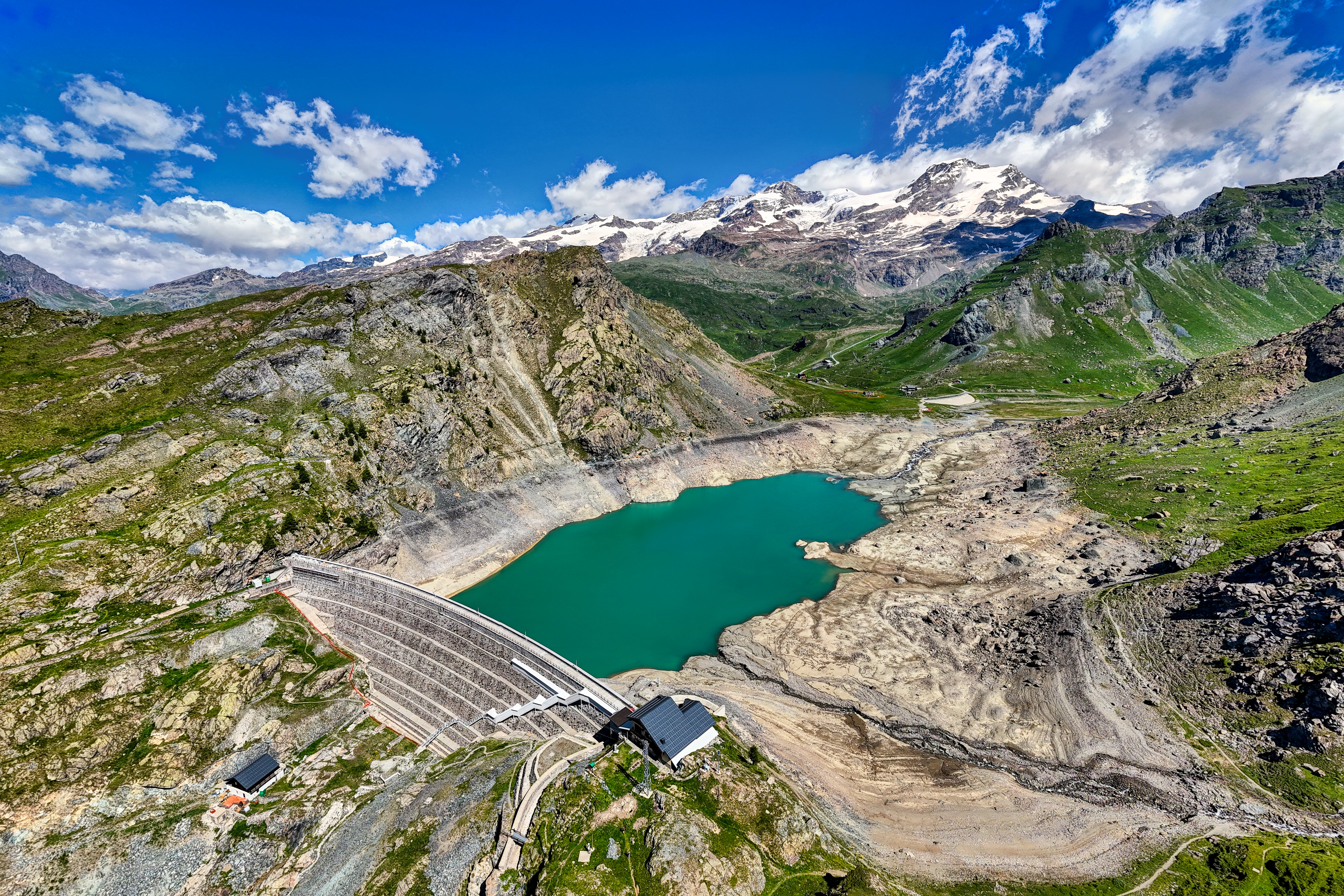
Lago Gabiet

- Lago Gabiet

## Gressoney-Saint-Jean
- Lago Gover

## La Magdeleine
- Lago Charey
- Laghi di Champlong

## La Thuile
- Lago Verney

## Morgex

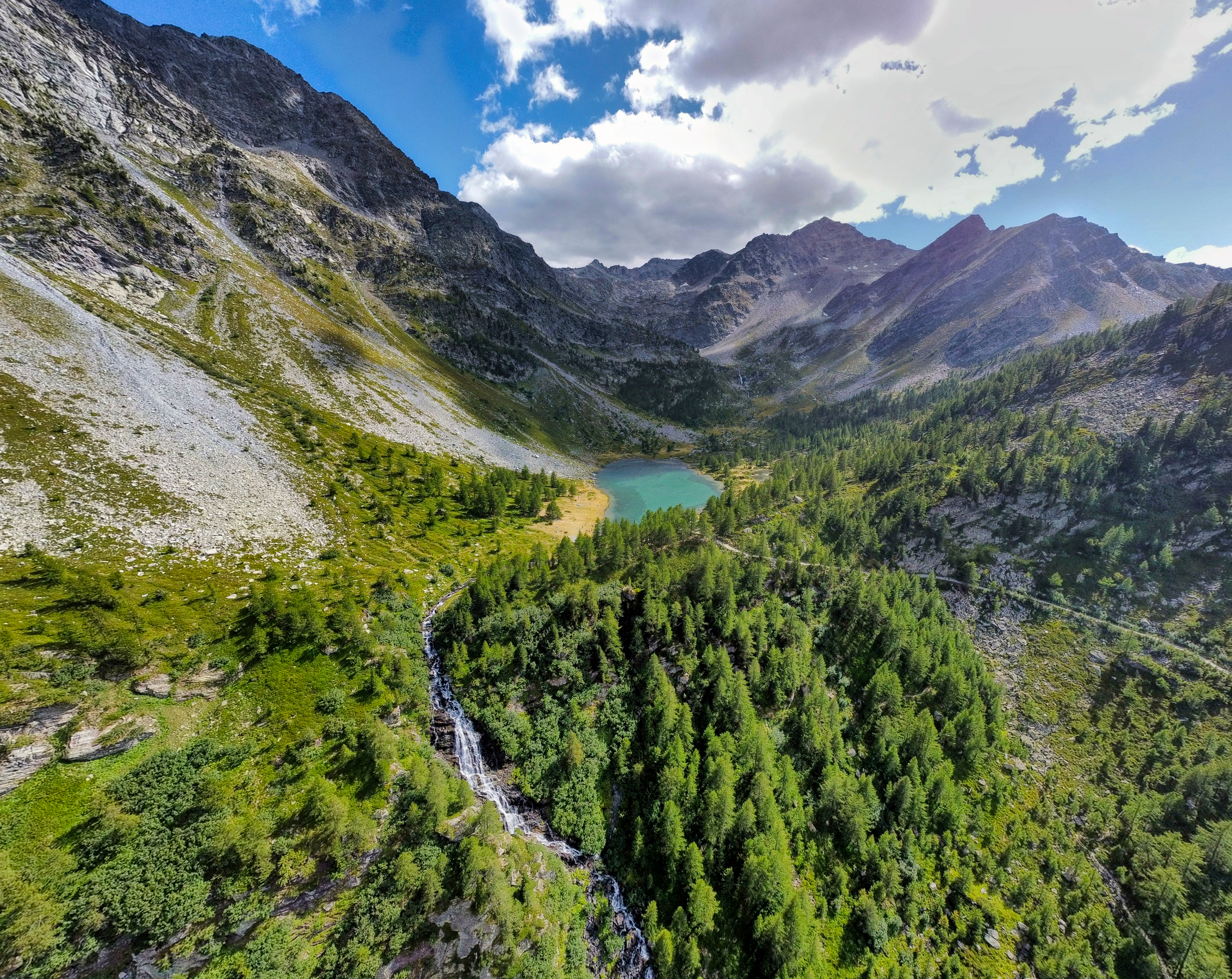
Lago d'Arpy

- Lago d'Arpy
- Lago di Pietra Rossa

## Rhêmes-Notre-Dame
- Lago Goletta
- Lago Pellaud

## Saint-Rhémy-en-Bosses
- Lago del Gran San Bernardo

## Sarre
- Lago Fallère

## Torgnon
- Stagno di Lo Ditor

## Valgrisenche
- Lac du Vuert
- Lago di Beauregard
- Lago di San Martino

## Valtournenche
- Lago Blu (Valtournenche)
- Lago di Cignana
- Lago Goillet
- Lago di Loz